# Капитолий штата Орегон
Капитолий штата Орегон (англ. Oregon State Capitol) — здание, в котором проводятся заседания законодательного органа штата, а также расположены офисы губернатора, государственного секретаря и министра финансов штата Орегон. Здание находится в Сейлеме — столице штата. Современное здание Капитолия, построенное в 1936—1938 годах и расширенное в 1977 году, является третьим зданием, в котором размещалось Правительство штата Орегон в Сейлеме. Два прежних здания капитолия были уничтожены пожаром, одно — в 1855 году, другое — в 1935 году.
Современный дизайн в стиле «Ар-деко» был разработан нью-йоркской архитектурной фирмой «Траубридж и Ливингстон» совместно с Фрэнсисом Килли. Основные элементы интерьера и экстерьера изготовлены из мрамора. Внешне здание «обшито блестящим белым вермонтским мрамором; знаковый пример дизайна модернистского ар-деко. На вершине здания установлена позолоченная бронзовая статуя Орегонского пионера». Капитолий штата Орегон был внесён в Национальный реестр исторических мест США в 1988 году.
Управление общественных работ (часть правительства США) частично профинансировало строительство, которое осуществлялось во время Великой депрессии, в 1938 году. Затраты на строительство центральной части здания, которое включает купол высотой 166 футов (51 м), составили 2,5 миллиона долларов США. Крылья здания, которые удвоили площадь помещения здания примерно на 233,750 квадратных футов (21,716 м2), были пристроены позднее, увеличив затраты на 12,5 миллионов долларов США. На территории около здания капитолия находятся скульптуры, фонтаны и растительность, включая дерево штата (дугласова пихта) и цветок штата (орегонский виноград).